# Anne Boyd
Anne Boyd (Sydney, 10 d'abril de 1946) és una compositora australiana. És membre de l'Orde d'Austràlia i professora emèrita de la Universitat de Sydney. Les seves obres han estat interpretades arreu del món. Durant la seva trajectòria ha mostrat una gran atracció per les músiques d'Àsia i el Pacífic i ha utilitzat tècniques contemporànies de composició.

## Orígens
La seva infància va estar marcada per una tragèdia personal, ja que el seu pare va morir l'any 1949. Com a conseqüència, la seva mare no se’n va poder fer càrrec i la va deixar en adopció a una família de Queensland. Quan Boyd va complir dotze anys, la seva mare biològica es va suïcidar. Durant aquesta etapa en adopció va desenvolupar les seves primeres idees musicals, enregistrant i component les seves pròpies peces. Una de les seves constants inspiracions són els paisatges que envolten el lloc on viu.
Aquesta fascinació pels paisatges li tornen a despertar interès durant la seva època d'estudiant amb Peter Sculthorpe des de 1963 a 1966, quan comença a introduir-se amb la música del sud-est asiàtic. Descobreix en aquesta etapa una afinitat espiritual amb la tradició musical de la cort japonesa de gagaku i amb el shakuhachi honkyoku. Tot això, junt amb la música de Bali i de Corea, repercutirà en el desenvolupament de la seva formació i estètica com a compositora, que tindrà posteriorment una gran vinculació amb la tradició japonesa.

## Trajectòria
Boyd estudià música al Conservatori de Sydney amb Victor McMahon entre 1960 i 1964. Posteriorment entrà a la Universitat de Sydney on va estudiar amb Peter Sculthorpe, aconseguint graduar-se amb honors l'any 1969. És en aquest període quan guanya el Premi Frank Albert i, a través del premi de la Commonwealth Overseas Scholarship, s'especialitza en composició a la Universitat de York d'Anglaterra amb professors com Wilfrid Mellers i Bernard Rands. Posteriorment és nomenada professora de música a la Universitat de Sussex. Des de 1977 fins a 1980, viu a Pearl Beach, dedicant-se exclusivament a la composició. L'any 1981 esdevé fundadora i cap del Departament de Musica de la Universitat de Hong Kong i al 1991 passa a ser professora de música a la Universitat de Sydney, sent la primera dona en aconseguir-ho. Després de la fusió entre el Conservatori de Sydney i la Universitat de Sydney al 2005, la compositora és nomenada degana.

## Estil
Boyd es planteja sovint la música com una meditació. La seva obra es basa constantment en una intersecció entre l'amor cristià i el silenci budista, característic de molts països asiàtics. És un exemple la seva òpera del 2012 Daisy Bates at Ooldea, on explora amb misticisme cristià i les creences animistes aborígens.
Dins del seu corpus creatiu trobem una gran varietat d'estils i de composicions per a formacions musicals molt diverses. Des de corals o obres orquestrals com As I crossed a Bridge of Dreams o The Voices of Phoenix, fins treballs de cambra com Meditations on a Chinese Character. Destaquen també les seves obres per a piano i altres instruments, de les quals ha compost una gran varietat: Goldfish Through Summer Rain, per flauta i piano; o Ganba, per piano i saxofon baríton.
Pel que fa a l'estètica, aquesta es caracteritza per una orientació a diverses permutacions del mode pentatònic. En la seva utilització d'estructures cícliques, heterofòniques, orienta gran part del seu treball al món sonor asiàtic. Un dels seus recursos més habituals és, de fet, la imitació o inspiració de timbres i tècniques asiàtiques amb instruments musicals propis d'occident.
Algunes de les seves obres de piano, com per exemple Last Songs of the Kamikazi, han estat escrites expressament per al pianista Roger Woodward, amb qui manté una llarga amistat.
La seva obra Lament of the Pious Women of Jerusalem va ser encarregada per a la visita del Papa a Sydney l'any 2008 amb motiu de les Jornades Mundials de la Joventut. Es tracta d'una peça per a tres sopranos solistes i un cor femení.
Actualment, es troba immersa en un projecte col·laboratiu que consisteix en una trilogia d'obres de teatre musical sobre dones australianes significatives, treballant en estreta col·laboració amb persones aborígens.

## Obres
- 1971 - The Voice of the Phoenix
- 1972 - The Rose Garden
- 1973 - As it leaves the bell
- 1974 - Angklung
- 1975 - As I crossed a Bridge of Dreams
- 1976 - Bencharong
- 1979 - Goldfish Through Summer Rain
- 1980 - Red Sun Chill Wind
- 1981 - Cloudy Mountain
- 1984 - Wind across bamboo
- 1987 - Bali Moods I
- 1988 - Bali Moods II
- 1980/98 - Book of the Bells I, II and III
- 1994 - Revelations of Divine Love
- 1995/9 - A Vision: Jesus Reassures His Mother
- 1996 - Meditations on a Chinese Character
- 1997 - Last Songs of the Kamikazi
- 1998 - Dreams of the Earth
- 2002 - A Feather on the Breath of God
- 2002 - The Quiet Place
- 2007 - Ex deo lux
- 2007 - Gate of water
- 2008 - Lament of the Pious Women of Jerusalem
- 2008 - Missa Pacifica
- 2009 - Cum Rex Gloriae
- 2011 - Ganba
- 2012 - Kabarli (Dawn)
- 2012 - Daisy Bates at Oodea

## Reconeixements
- 1996 - Membre de l'Ordre d'Australia: Per la seva contribució a la música i com a compositora i educadora
- 2003 - Doctora Honorífica per la Universitat de York
- 2005 – Premi pels Distingits serveis a la música australiana atorgat per Australian Performing Rights Association (APRA) i l'Australian Music Centre (AMC)
- 2014 - Premi Sir Bernard Heinze Memorial per la seva contribució a la música d'Australia